# Anne Kukkohovi
Anne Laaksonen Kukkohovi (3 ottobre 1970) è una conduttrice televisiva e modella finlandese.

## Biografia
Ha lavorato fuori dalla Finlandia dal 1990 al 1998. Ha fondato un'agenzia pubblicitaria chiamata Supersuper, per poi lavorare in televisione alla fine degli anni '90 con il programma Sinun unelmiesi tähden. Presenta, inoltre, dal 2008 la versione finlandese di America's Next Top Model, Suomen huippumalli haussa.